# Ghotagali, Khanapur
Ghotagali là một làng thuộc tehsil Khanapur, huyện Belgaum, bang Karnataka, Ấn Độ.